# A Journey Through Time
A Journey Through Time – krótka australijska trasa koncertowa Eltona Johna, która odbyła się w kwietniu 2002 r.; obejmowała 11 koncertów.

## Program koncertów
1. "Funeral for a Friend"/"Love Lies Bleeding"
2. "Bennie and the Jets"
3. "Someone Saved My Life Tonight"
4. "The Ballad of the Boy in Red Shoes"
5. "Philadelphia Freedom"
6. "The Wasteland"
7. "Rocket Man"
8. "I Guess That's Why They Call It the Blues"
9. "Daniel"
10. "I Want Love"
11. "This Train Don't Stop There Anymore"
12. "Take Me to the Pilot"
13. "Sacrifice"
14. "Blue Eyes"
15. "Sorry Seems To Be The Hardest Word"
16. "Oh My Sweet Carolina"
17. "Mona Lisa and Mad Hatters"
18. "Holiday Inn"
19. "Tiny Dancer"
20. "Levon"
21. "Original Sin"
22. "I'm Still Standing"
23. "Crocodile Rock"
24. "Pinball Wizard" (cover The Who)
25. "Don't Let the Sun Go Down on Me"
26. "Your Song"

## Lista koncertów
- 17 kwietnia – Adelaide, Entertainment Centre
- 19 i 20 kwietnia – Melbourne, Rod Laver Arena
- 23 i 24 kwietnia – Brisbane, Entertainment Centre
- 25, 26 i 27 kwietnia – Sydney, Entertainment Centre
- 28 kwietnia – Melbourne, Entertainment Centre
- 29 i 30 kwietnia – Sydney, Entertainment Centre